# Mireille Schurch
Mireille Schurch, née Petauton, est une femme politique française née le 4 janvier 1949 à Lignerolles (Allier). Proche du Parti communiste français sans en être membre, elle est sénatrice de l‘Allier de septembre 2008 au 30 septembre 2014.

## Biographie
Fille d'une famille de Lignerolles, elle est l'épouse de Daniel Schurch avec qui elle a 3 enfants.
Professeur de physique dans le secondaire, elle entre dans la politique parlementaire auprès de Pierre Goldberg, l‘ancien député-maire de Montluçon, longtemps après avoir été, dans l'après-mai 68, militante maoïste à l'UCFML[réf. nécessaire]. Ce dernier en fait sa suppléante lors des élections législatives de 2002. 
Elle est élue maire de Lignerolles en 1995 réélue en 2001 et 2008. Le 11 juillet 2004, elle est élue conseillère générale du canton de Montluçon-Sud lors d'une élection cantonale partielle à la suite de la démission de l'UDF Jean Gravier. 
En 2007, elle est candidate soutenue par le PCF aux élections législatives. Son suppléant est le conseiller régional communiste Luc Bourduge. Au soir du 1er tour, elle obtient un peu plus de 17 % des suffrages, elle est devancée par le socialiste Bernard Lesterlin en faveur de qui elle se désiste. Son mandat au conseil général de l'Allier s'achève au second tour des élections cantonales en 2008, à la suite de sa défaite face à la divers droite Bernadette Vergne. Mireille Schurch partait pourtant favorite au second tour, la gauche recueillant plus de 50 % des suffrages. 
En septembre 2008, elle est élue, à la surprise générale, sénatrice de l'Allier et devient la première femme à occuper ce poste dans le département.
Le 6 décembre 2011, Mireille Schurch apporte son soutien à Jean-Luc Mélenchon, candidat du Front de Gauche à l’élection présidentielle.
Elle ne se représente pas lors des élections sénatoriales de 2014.

## Mandats électoraux
Sénateur
- du 21 septembre 2008 au 30 septembre 2014 : sénateur de l'Allier

Conseiller général
- 11 juillet 2004 - 16 mars 2008 : membre du conseil général de l'Allier (élue dans le canton de Montluçon-Sud)

Conseiller municipal / Maire
- 18 juin 1995 - 18 mars 2001 : maire de Lignerolles (Allier)
- 19 mars 2001 - 16 mars 2008 : maire de Lignerolles
- depuis le 17 mars 2008 : maire de Lignerolles